# 다원중학교
다원중학교(多元中學校)는 대한민국 경기도 화성시 영천동에 있는 공립 중학교이다.

## 학교 연혁
- 2018년 3월 1일 : 제1회 신입생 입학, 다원중학교 설립인가
- 2018년 3월 2일 : 제1대 김현웅 교장 취임
- 2018년 3월 2일 : 제1회 신입생 입학 (5학급 개교)
- 2018년 3월 2일 : 제1회 신입생 입학 (70명)
- 2019년 1월 10일 : 제1회 졸업 (18명)
- 2023년 1월 5일 : 제5회 졸업(12학급 415명)
- 2023년 3월 2일 : 제3대 유계형 교장 취임
- 2023년 3월 2일 : 제6회 신입생 입학(12학급 406명)

## 참고 자료
- 다원중학교 - 한국교육학술정보원 학교알리미